# Grand Prix automobile de Tunisie 1936
Le Grand Prix automobile de Tunisie 1936 est un Grand Prix qui s'est tenu à Carthage le 17 mai 1936.

## Grille de départ
| 1re ligne | Pos. 2                      | Pos. 1                   |
| --------- | --------------------------- | ------------------------ |
|           | Varzi Auto Union            | Rosemeyer Auto Union     |
| 2e ligne  | Pos. 4                      | Pos. 3                   |
|           | Stuck Auto Union            | Caracciola Mercedes-Benz |
| 3e ligne  | Pos. 6                      | Pos. 5                   |
|           | Brivio Alfa Romeo           | Chiron Mercedes-Benz     |
| 4e ligne  | Pos. 8                      | Pos. 7                   |
|           | Étancelin Maserati          | Pintacuda Alfa Romeo     |
| 5e ligne  | Pos. 10                     | Pos. 9                   |
|           | De Villapadierna Alfa Romeo | Wimille Bugatti          |
| 6e ligne  | Pos. 12                     | Pos. 11                  |
|           |                             | Sommer Alfa Romeo        |

## Classement de la course
| Pos | no | Pilote                | Écurie                 | Châssis            | Tours | Temps/Abandon     | Grille |
| --- | -- | --------------------- | ---------------------- | ------------------ | ----- | ----------------- | ------ |
| 1   | 10 | Rudolf Caracciola     | Daimler-Benz AG        | Mercedes-Benz W25K | 30    | 2 h 22 min 44 s 6 | 3      |
| 2   | 16 | Carlo Maria Pintacuda | Scuderia Ferrari       | Alfa Romeo 8C-35   | 28    | + 2 tours         | 7      |
| 3   | 24 | Jean-Pierre Wimille   | Automobiles E. Bugatti | Bugatti T59        | 28    | + 2 tours         | 9      |
| 4   | 8  | Raymond Sommer        | Privé                  | Alfa Romeo Tipo B  | 25    | + 5 tours         | 9      |
| Abd | 6  | Bernd Rosemeyer       | Auto Union             | Auto Union Type C  | 23    | Feu               | 1      |
| Abd | 12 | Louis Chiron          | Daimler-Benz AG        | Mercedes-Benz W25K | 10    | Pompe à essence   | 5      |
| Abd | 2  | Achille Varzi         | Auto Union             | Auto Union Type C  | 9     | Accident          | 2      |
| Abd | 20 | Philippe Étancelin    | Privé                  | Maserati V8-RI     | 8     | Châssis           | 8      |
| Abd | 14 | Antonio Brivio        | Scuderia Ferrari       | Alfa Romeo 12C-36  | 8     | Feu               | 6      |
| Abd | 4  | Hans Stuck            | Auto Union             | Auto Union Type C  | 5     | Moteur            | 4      |
| Abd | 22 | José de Villapadierna | Scuderia Villapadierna | Alfa Romeo Tipo B  | 2     | Feu               | 10     |
| Np  | 18 | Giuseppe Farina       | Scuderia Ferrari       | Alfa Romeo 8C-35   |       | Non partant       |        |
| Np  |    | Raymond Mays          |                        | ERA?               |       | Non partant       |        |

- Légende : Abd. = Abandon - Np. = Non partant.

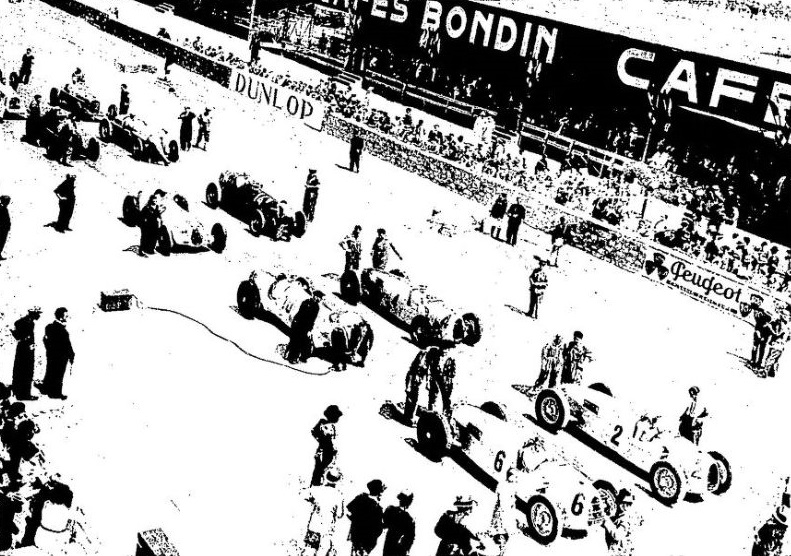
Départ du Grand Prix.
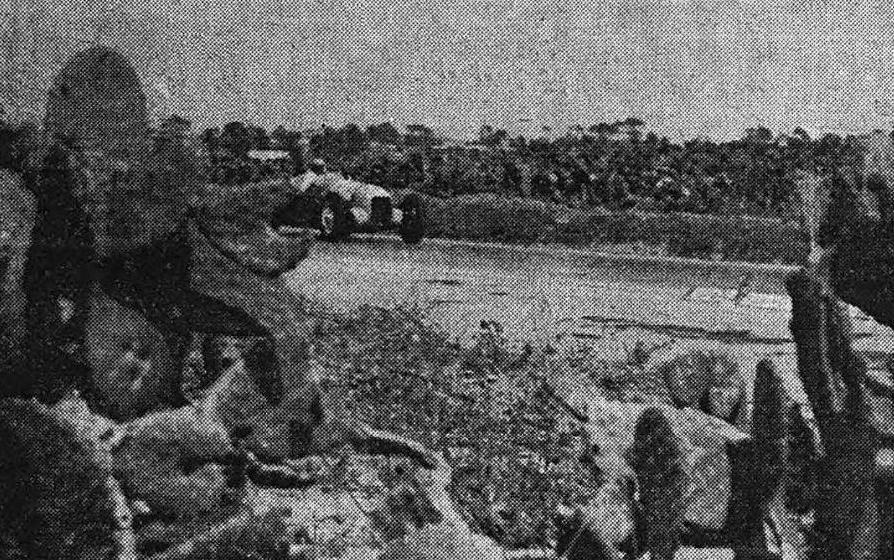
Rudolf Caracciola durant le Grand Prix.
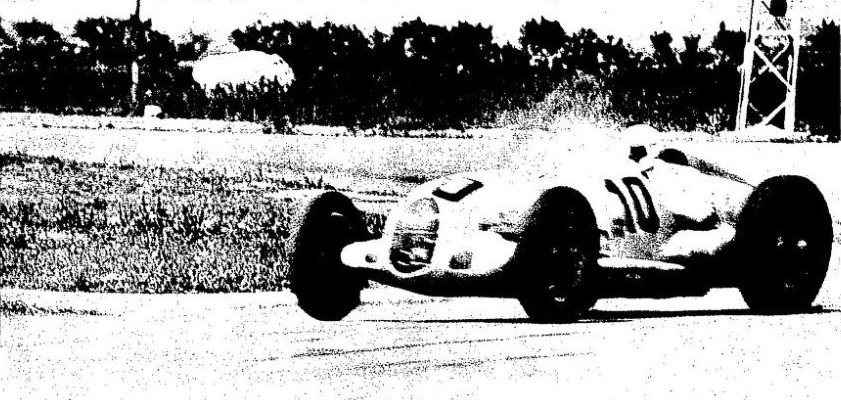
Rudolf Caracciola, un tour avant la fin.
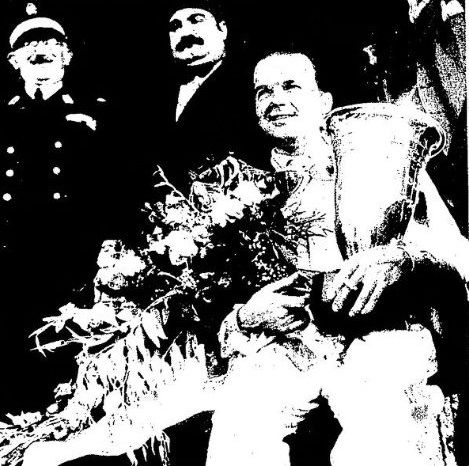
Rudolf Caracciola, vainqueur du Grand Prix.

## Pole position et record du tour
- Pole position : Bernd Rosemeyer.
- Tour le plus rapide : Bernd Rosemeyer en 4 min 34 s 0.